# Манессон-Малле, Ален
Але́н Манессо́н-Малле́, (фр. Allain Manesson-Mallet; также Allain Manesson de Mallet; 1630—1706) — французский военный инженер, геометр, географ, картограф и преподаватель математики, служивший при королевских дворах Португалии (1663—1668) и Франции (с 1668).
Автор трудов, бывших популярными также в силу многочисленных иллюстраций:
- «Книга Марсова или воинских дел» (однотомник, Париж, 1671[8]; трёхтомник в 1684[9]). Издана в России в июле 1713 года (СПб., перевод со 2-го издания книги «Les travaux de Mars ou I’Art de la guerre divisé en 3 parties». Paris, 1684—1685. Переводчик — Иван Зотов. Переведен первый том, книги первая и вторая[10]); известна в России как «Книга Марсова» А.-М. Малэ[11] или А.М. Малле[12].
- «Описание Вселенной, содержащей разные схемы мира» (пятитомник, 1683)[13].
- «Практическая геометрия» (4 тома, 1702)[14].